# Песочня (Карачевский район)
Песочня — деревня в Карачевском районе Брянской области, административный центр Песоченского сельского поселения.

## География
Находится в восточной части Брянской области на расстоянии приблизительно 3 км по прямой на север от районного центра города Карачев.

## История
Упоминалась с XVIII века как владение Карачевского Введенского монастыря. В середине XX века работал колхоз «Красный земледелец». В 1866 году здесь (деревня Карачевского уезда Орловской губернии) было учтено 52 двора.

## Население
Численность населения: 327 человек (1866 год), 624 человека в 2002 году (русские 99 %), 622 в 2010.